# Azra Muranovic
Azra Muranovic, född 23 juni 1987 i Jugoslavien, är en svensk politiker (socialdemokrat). Hon är ordinarie riksdagsledamot sedan 2022, invald för Jönköpings läns valkrets.
Muranovic kandiderade i riksdagsvalet 2022 och blev ersättare. Hon utsågs till ny ordinarie riksdagsledamot från och med 26 september 2022 sedan Ilan De Basso avsagt sig uppdraget. I riksdagen är Muranovic suppleant i utrikesutskottet.